# Geghatap
Geghatap es una localidad del raión de Ijevan, en la provincia de Tavush, Armenia, con una población censada en octubre de 2011 de 8 habitantes. 
Se encuentra ubicada en el centro de la provincia, a poca distancia del río Agstev —cuenca hidrográfica del río Kurá— y de la frontera con Azerbaiyán.